# Александровська (Краснодарський край)
Александровська — станиця в Канівському районі Краснодарського краю, у складі Новомінського сільського поселення.
Населення менше тисячі мешканців.
Розташована в басейні річки Мігута, за 17 км східніше Канівської.

## Історія
Спочатку хутір (станичне селище) Александрівський.